# 勒梅尼勒维孔特
勒梅尼勒维孔特（法語：Le Ménil-Vicomte，法語發音：[lə menil vikɔ̃t] ⓘ）是法国奥恩省的一个市镇，属于阿让唐区。

## 地理
勒梅尼勒维孔特（48°44'59"N, 0°17'47"E）面积3.86 平方千米，位于法国诺曼底大区奧恩省，该省份为法国西北部内陆省份，北起顺时针与卡爾瓦多斯省、厄尔省、厄尔-卢瓦省、萨尔特省、马耶讷省和芒什省接壤。
与勒梅尼勒维孔特接壤的市镇（或旧市镇、城区）包括：库尔梅、克鲁瓦西耶、利涅尔、梅尼勒弗罗热。

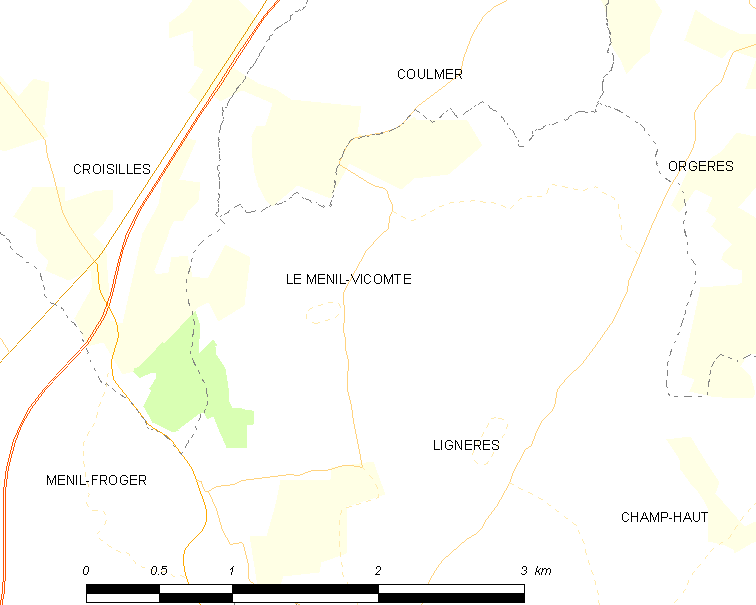
勒梅尼勒维孔特的OSM定位图

勒梅尼勒维孔特的时区为UTC+01:00、UTC+02:00（夏令时）。

## 行政
勒梅尼勒维孔特的邮政编码为61240，INSEE市镇编码为61272。

## 政治
勒梅尼勒维孔特所属的省级选区为赖村县。

## 人口

1962-2008年间勒梅尼勒维孔特人口变化图示

勒梅尼勒维孔特于2022年1月1日时的人口数量为26人。